# Донецьке художнє училище
Донецьке художнє училище є державним вищим навчальним закладом, заснованим 1978 року. 
Функціонує в системі Міністерства культури та мистецтв України, підпорядковане Управлінню культури Донецької обласної державної адміністрації. 1999 року училище пройшло акредитаційну експертизу і було акредитовано за статус вищого навчального закладу 1-го рівня. 
Практично за 24 роки свого існування навчальний заклад підготував близько  1000 художників-оформлювачів, живописців, викладачів образотворчого та декоративно-прикладного мистецтва.  
Училище готує фахівців для роботи в різних сферах художньої діяльності: станкового живопису, станкової графіки, кераміки, промисловому та графічному дизайні, художньому моделюванні одягу. 
Училище  — єдиний в Донецькому регіоні навчальний заклад, що готує фахівців промислової графіки та реклами, а також викладачів для шкіл мистецтв та художніх шкіл. Випускники ефективно працюють на підприємствах, установах багатьох сфер промисловості, в культурних організаціях, загальноосвітніх та спеціальних навчальних закладах. 
Педагогічний колектив училища складається з випускників, які навчались колись тут, а також випускників вищих навчальних закладів  III — IV рівнів акредитації України та інших країн. 
В училищі працюють викладачі  — члени Національної Спілки художників України: Григорій Тишкевич, Євген Орликов, Георгій Беро, А. Полоник, Володимир Рязанов, Наталія Пензіна, Володимир Шендель, Олена Будовська, Дереза Вікторія Володимирівна.
Поштова адреса: 83062, м. Донецьк, вул. Ткаченко,96